# Nowshera Virkan
Nowshera Virkan é uma cidade do Paquistão localizada na província de Punjab.